# Мейдстон
Мейдстон (англ. Maidstone) — город в Великобритании, административный, промышленный и торговый центр графства Кент и одноимённого района. Население — 113 тыс. человек (2001 год). 
Расположен на реке Медуэй. Находится на полпути между Лондоном и Дувром.

## Персоналии
- Гервасий Кентерберийский (1141—1210) — английский хронист, историк крестовых походов.
- Морфилл, Уильям Ричард (1834—1909) — английский славист, профессор Оксфорда.
- Френд, Джеймс — британский кинооператор
- Шипли, Уильям (1715—1803) — английский изобретатель и рисовальщик.